# Chiesa di San Bartolomeo Apostolo (Cinto Euganeo)
La chiesa di San Bartolomeo Apostolo è la parrocchiale di Valnogaredo, frazione di Cinto Euganeo, in provincia e diocesi di Padova; fa parte del vicariato dei Colli.

## Storia

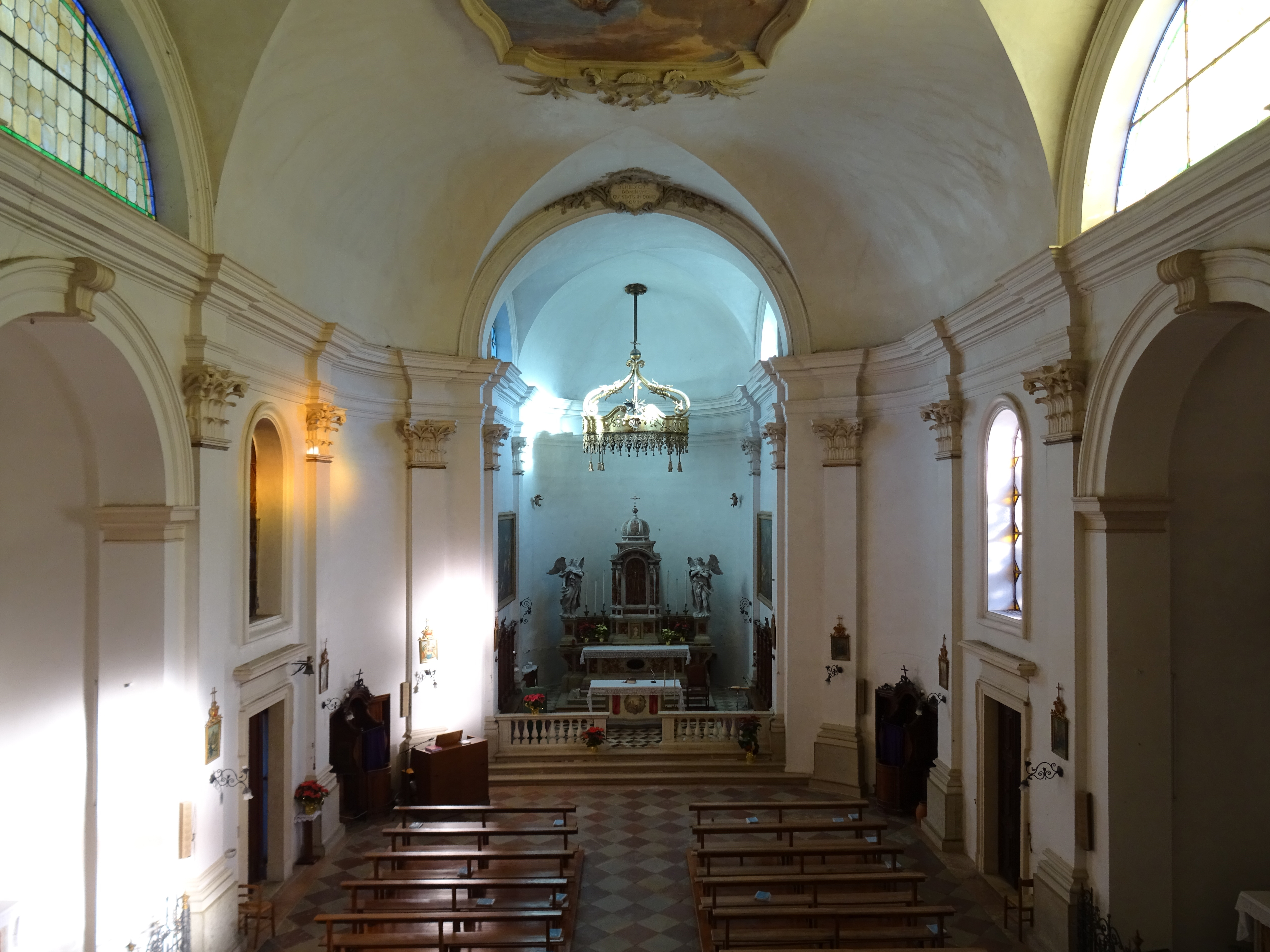
Interno

Da un documento del 1297 si apprende che Valnogaredo ricadeva nella giurisdizionale della pieve di Fontanafredda. Grazie alla relazione della visita pastorale del 1572, si sa che, allora, la chiesa Valnogaredo era dotata di campanile, di fonte battesimale, di canonica, di cimitero e che i fedeli erano soltanto 83. Nel 1519 il giurispatronato di questa chiesa venne concesso da papa Leone X alla famiglia Contarini. Nel XVII secolo qui fu traslato il corpo di papa Adeodato I per volere di papa Innocenzo XII. L'attuale parrocchiale venne edificata nel 1758 e divenne monumento nazionale nel 1921. L'edificio fu poi ristrutturato nel 1997.